# Trollsjön (Sexdrega socken, Västergötland)
Trollsjön är en sjö i Svenljunga kommun i Västergötland och ingår i Ätrans huvudavrinningsområde.